# Cerul n-are gratii
Cerul n-are gratii este un film politic românesc din 1962 scris și regizat de Francisc Munteanu. Rolurile principale au fost interpretate de actorii Vasile Ichim, Anda Caropol și Ștefan Ciobotărașu. Este o ecranizare după nuvela "Terra di Siena" de Francisc Munteanu.

## Distribuție
Distribuția filmului este alcătuită din:
- Nucu Păunescu — Comisarul
- Ștefan Ciobotărașu — Călugarul
- Vasile Ichim — Mihai Strihan
- Anda Caropol — Ana
- Liviu Ciulei — Bercescu
- Aurel Cioranu — Un student
- Cella Dima — Dna. Dănescu
- Eugenia Bădulescu
- Mihai Berechet
- Corina Constantinescu
- Mircea Constantinescu (1) — Un deținut comunist
- Boris Ciornei — Un pictor ratat
- Mircea Șeptilici — Dl. Dănescu
- Gheorghe Pătru
- Emil Encec
- Tudorel Popa — Marcian
- Felicia Chiriță

## Producție
Filmările au avut loc în perioada 18 mai – 31 iulie 1962, cele exterioare la București și Curtea de Argeș, cele interioare la Buftea. Cheltuielile de producție s-au ridicat la 4.475.000 lei.

## Primire
Filmul a fost vizionat de 1.685.033 de spectatori în cinematografele din România, după cum atestă o situație a numărului de spectatori înregistrat de filmele românești de la data premierei și până la data de 31 decembrie 2014 alcătuită de Centrul Național al Cinematografiei.